# 李宝 (汉朝)
李宝（？—26年），中国新朝到东汉時代初期武将。李宝是更始帝劉玄属下武将、柱功侯，活動範围主要是漢中、三輔。

## 生平
| 姓名         | 李宝                        |
| 時代         | 新朝 - 东汉時代             |
| 生没年       | 生年不詳 - 26年（建武二年） |
| 字・別号     | 〔不詳〕                    |
| 出身地       | 〔不詳〕                    |
| 職官         | 漢中相〔劉嘉〕              |
| 爵位・号等   | 柱功侯〔更始〕              |
| 陣营・所属等 | 更始帝→劉嘉→光武帝          |
| 家族・一族   | 〔不詳〕                    |

更始二年（24年）秋，更始帝命令他和益州刺史張忠共率軍一万余人平定蜀地和漢中。蜀地的公孫述派弟弟公孫恢迎击，李宝在綿竹大敗逃回。其後動向不詳，在漢中等地割据。
建武二年（26年），延岑在漢中反乱，駆逐在漢中郡南鄭的更始政权的漢中王劉嘉，同年二月、自称武安王。延岑追击劉嘉入武都郡，被李宝击破，延岑逃往天水郡。南鄭城空，公孫述部将侯丹入城，李宝被劉嘉任命为相攻打南鄭，没有攻下，劉嘉、李宝屯駐武都郡河池、下弁。
以後，李宝、劉嘉和延岑连战，延岑由散关入三輔，劉嘉、李宝追赶。劉嘉、李宝在右扶風陳倉击败延岑，延岑退到長安東南的京兆尹杜陵为根据地。劉嘉、李宝進入長安西北部，赤眉軍廖湛（原更始政权穰王）率十八万大軍，在左馮翊谷口击破廖湛，劉嘉斬杀廖湛，屯駐左馮翊雲陽。
劉嘉、李宝和延岑和解，一起对抗占据長安的赤眉軍。建武二年九月，逄安率赤眉軍主力部隊攻打杜陵的延岑，李宝救援延岑和逄安作战。逄安占優勢，李宝归降。李宝其实是诈降，与延岑里应外合攻打逄安，李宝把赤眉的旗幟换成自己的、赤眉軍以为陣地被奪于是潰走，十万余人被歼灭。
李宝听说光武帝劉秀的大司徒鄧禹西征,擁兵固守，進言劉嘉坐观成败。光武帝姑姑的儿子来歙是劉嘉的妻兄，劝说劉嘉、劉嘉归降鄧禹。
李宝对待鄧禹的態度傲慢無礼，被邓禹誅殺。李宝的弟弟和旧部下为李宝復仇起兵反抗、殺害了鄧禹心腹耿訢。食糧不足、部下離反，鄧禹威信降低。